# Prunetto
Prunetto (piemontiul: Prunèj, helyi nyelvjárásban: Prinaj) település Olaszországban, Piemont régióban, Cuneo megyében. Lakosainak száma 392 fő (2023. január 1.). Prunetto Castelletto Uzzone, Gorzegno, Gottasecca, Levice, Mombarcaro és Monesiglio községekkel határos.

## Népesség
A település lakossága az elmúlt években az alábbi módon változott:
| Lakosok száma | 449  | 436  | 392  |
|               | 2017 | 2018 | 2023 |